# Sphingicampa quadrilineata
Sphingicampa quadrilineata är en fjärilsart som beskrevs av Augustus Radcliffe Grote och Robinson 1867. Sphingicampa quadrilineata ingår i släktet Sphingicampa och familjen påfågelsspinnare. Inga underarter finns listade i Catalogue of Life.